# Reinos Maraves
Os reinos maraves foram uma série de Estados africanos precoloniais estabelecidos por povos maraves, falantes de chichewa. A primeira documentação sobre um destes reinos data de começos do século XVII, conquanto se acha que existiram desde o século XIV ou desde o XV. Conhece-se a existência de outro reino marave no século XVI, em torno do rio Shire, e um terceiro na actual província de Tete (Moçambique), ambos descendidos do primeiro.
Alguns historiadores acham que a etnia chewa abandonou o Império luba dantes do ano 1450 para assentar nas bordas do lago Malaui, misturando com os povoadores do lugar e adquirindo então o nome de marave, do qual deriva o de Malaui.

## História

### Da religião à política
Os maraves eram um grupo de etnias bantues, algumas da quais migraram desde os territórios pertencentes ao Império luba por causas desconhecidas até o lago Malaui, onde encontraram uma primitiva estrutura política que terminaram por desintegrar. Estavam divididos em clãs e o termo marave acabou designando uma localização geográfica, não uma etnia.
Ainda que a cada reino foi independente política e economicamente, seus sistemas estavam fundamentados num culto análogo que pode se catalogar dentro da Idade do Ferro africana. Em torno de uma série de altares se centralizavam cultos prehistóricos para uma mesma deidades. Em torno destes lugares sagrados formaram-se hierarquias que depois tomaram função política. Às vezes estes cargos também levavam aparejadas terras. Durante os séculos XIV e XV esta organização deveio numa realeza, a qual estabeleceu seus próprios cultos, onde o fogo era um elemento importantíssimo, especialmente no rito de acesso à pubertade. Este fogo mantinha-se activo até a morte de cada rei. A cada novo governante tinha seu próprio altar, e estes competiam entre si, dando lugar a diversos reinos. Os kalonga (título dos dirigentes) eram do clã Firi. Suas mulheres portavam o título de mwali e deviam pertecene ao clã Banda.

### Os reinos maraves
Segundo o título de seus governantes era o dado ao reino: Kalonga (chefe de chefes), em torno do lago Malaui. Durante o século XV o reino expandiu-se pelo norte de Moçambique. Em torno de 1600 parece ser que o território atravessava uma crise política que augurava o seu desmembramento. Esta situação, motivada por lutas de poder e lutas na família real, terminou na nova linhagem real de Chisakamzondi Msenya Undi e seus descendentes, quem deslocaram-se à actual província de Tete em Moçambique no final da década dos 1560, criando um novo Estado marave que por extensão e riqueza chegou a se considerar um império. Além dos citados anteriormente, outro importante Reino foi o Reino Marave, que deu origem ao nome do conjunto de reinos da região. O Reino Marave, ou Império Marave, considerado o mais importante dentre os outros reinos, entrou em domínio britânico de jure em 1889, sendo sua proclamação, e de facto em 1891, quando foi ratificado, formando, assim, o Protetorado de Niassalândia.

### Império
Baixo os reinados de Undi e Lundu os limites dos maraves expandiram-se extraordinariamente, configurando um grande império nos séculos XVI e XVII. Posteriormente, este império deu lugar à etnia chewa.

## Referencias
1. 1 2 3 4  Kalusa T., Walima, y Mtonga, Mapopa (2010). Kalonga Gawa Undi X: A Biography of an African Chief and Nationalist 1ª ed. Lusaka: Lembani Trust. pp. 5–8. ISBN 978-9982-9972-5-6
2. 1 2  Mabona, Mongameli (2004). Diviners and prophets among the Xhosa (1593-1856): a study in Xhosa cultural history 1ª ed. Münster: LIT Verlag Münster. p. 134. ISBN 978-3825867003
3. ↑  Pachai, Bdglal (1973). Livingstone: man of Africa: memorial essays, 1873-1973. [S.l.]: Longman. p. 114